# La sovrana lettrice
La sovrana lettrice (The Uncommon Reader) è un romanzo breve scritto da Alan Bennett nel 2007. 

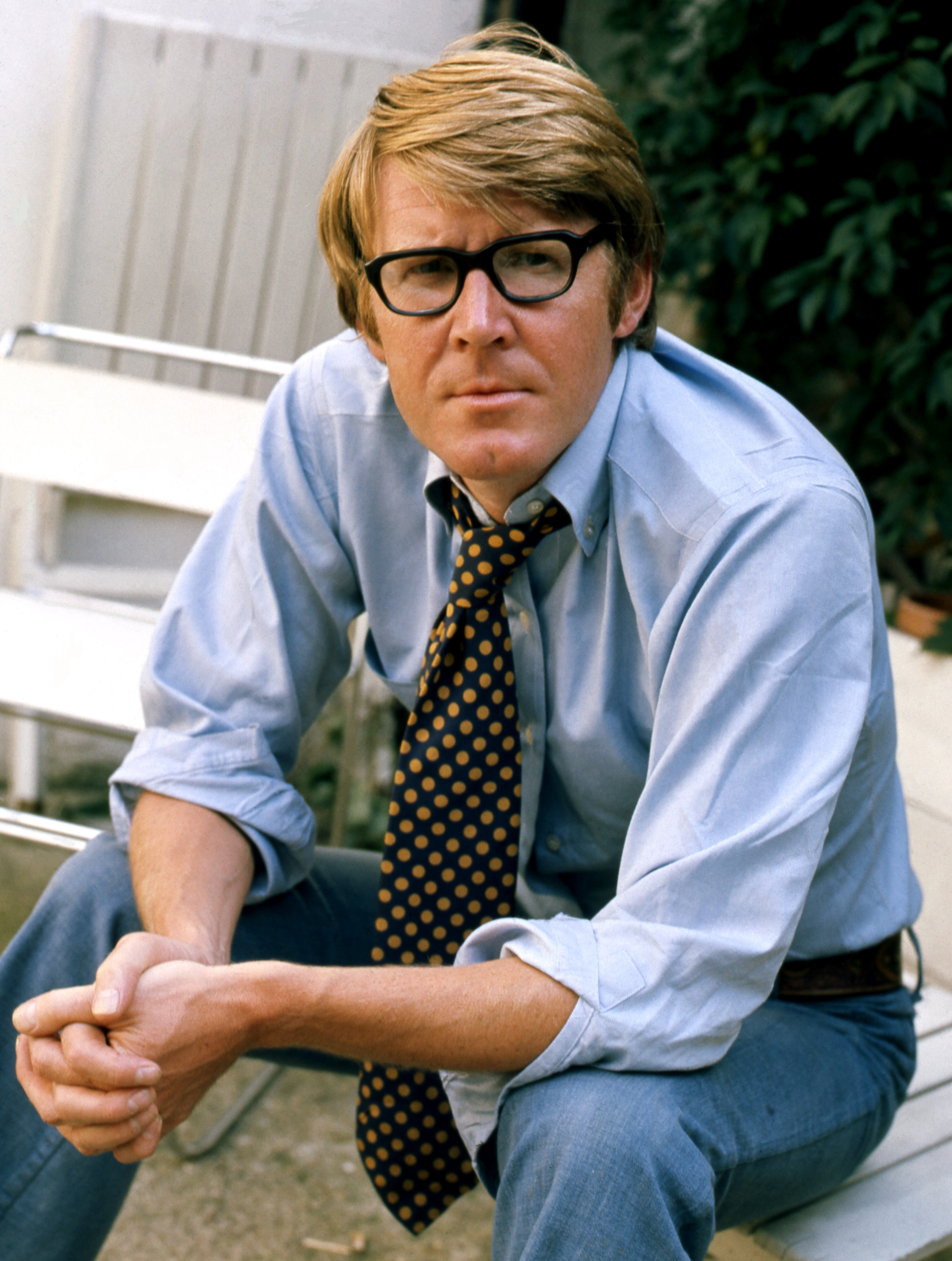
Alan Bennett (foto del 1973)

## Trama
A una cena ufficiale, circostanza che generalmente non si presta a un disinvolto scambio di idee, la regina d’Inghilterra chiede al presidente francese se ha mai letto Jean Genet. Ora, se il personaggio pubblico noto per avere emesso, nella sua carriera, il minor numero di parole arrischia una domanda del genere, qualcosa deve essere successo. E in effetti è successo qualcosa di semplice, ma dalle conseguenze incalcolabili: per un puro accidente, la sovrana ha scoperto quegli oggetti strani che sono i libri, non può più farne a meno e cerca di trasmettere il virus della lettura a chiunque incontri sul suo cammino. Con quali ripercussioni sul suo entourage, sui sudditi, sui servizi di sicurezza e soprattutto sui lettori lo scoprirà solo chi arriverà all’ultima pagina, anzi all’ultima riga. Perché oltre alle irrefrenabili risate questa storia ci regala un sopraffino colpo di scena – uno di quei lampi di genio che ci fanno capire come mai Alan Bennett sia considerato un grande maestro del comico e del teatro contemporaneo.

## Edizioni
- Alan Bennett, The uncommon reader, New York: Farrar, Straus and Giroux, 2007, ISBN 0374280967, ISBN 9780374280963
- Alan Bennett, La sovrana lettrice; traduzione di Monica Pavani, Collezione Fabula ; 190, Milano: Adelphi, 2007, ISBN 978-88-459-2209-1
- Paola Cortellesi legge Alan Bennett La sovrana lettrice, Roma: Emons Italia, 2013, ISBN 978-88-98425-09-9

## Curiosità
Il Primo Ministro del Regno Unito che compare nel romanzo è individuabile in Tony Blair (seppure mai citato per nome); viene definito uomo d'azione, ma di scarsa cultura, che pensa al futuro senza aver fatto tesoro delle esperienze storiche. 